# Bahnhof Neumark (Sachs)
Der Bahnhof Neumark (Sachs)  ist eine Betriebsstelle der Bahnstrecke Leipzig–Hof in Neumark im sächsischen Vogtlandkreis. Die hier seit 1865 abzweigende Bahnstrecke nach Greiz wurde 1999 stillgelegt.

## Geschichte

### Name
Der Bahnhof trug während seiner Betriebszeit schon drei unterschiedliche Namen, im Einzelnen waren dies:
- bis 30. Juni 1911: Neumark
- bis 21. Dezember 1933: Neumark (Sa.)
- seit 22. Dezember 1933: Neumark (Sachs)

### Entstehung
Die Station Neumark wurde am 31. Mai 1846 als Haltestelle zusammen mit dem Teilstück Werdau–Reichenbach der Bahnstrecke Leipzig–Hof durch die Sächsisch-Bayerische Eisenbahn-Compagnie eröffnet. Mit Eröffnung der Bahnstrecke Neumark–Greiz der privaten Greiz-Brunner Eisenbahn-Gesellschaft am 21. Oktober 1865 erlangte die Station Neumark eine größere Bedeutung. Seit 1872 wurde sie als Bahnhof geführt. Bis um 1900 wurde der Bahnhof mehrfach erweitert und blieb im Wesentlichen bis in die 1990er Jahre unverändert. Die Station verfügte über ein Empfangsgebäude, einen Güterschuppen, Wirtschaftsgebäude, eine Bahnmeisterei, ein Wohnhaus und zwei Stellwerke. 1963 wurden die an der Bahnstrecke Leipzig–Hof liegenden Gleise elektrifiziert.
Obwohl die Strecke nach Greiz im Jahr 1999 stillgelegt wurde, hat der Bahnhof seine Bedeutung nicht komplett verloren, da die Vogtlandbahn GmbH hier 2000 ihre zentrale Reparaturwerkstatt eröffnete. Das Empfangsgebäude wurde 2013 abgerissen.

## Verkehrsanbindung
Der Bahnhof Neumark (Sachs) wird im Schienenpersonennahverkehr von der Linie RB2 der Vogtlandbahn in der Relation Zwickau Zentrum–Cheb bedient. Der Bahnhof liegt im Verkehrsverbund Vogtland (VVV).
| Linie                    | Linienverlauf | Takt (min)                                   | EVU                           |
| ------------------------ | --- | -------------------------------------------- | ----------------------------- |
| RB 2                     | Zwickau Zentrum – Zwickau (Sachs) – Neumark – Reichenbach (Vogtl) – Plauen (Vogtl) ob Bf – Adorf (Vogtl) – Bad Brambach (– Cheb) | 060 (Zwickau–Adorf) 120 (Adorf–Bad Brambach) | Die Länderbahn (Vogtlandbahn) |
| Stand: 12. Dezember 2021 | |                                              |                               |